# Constantin Mardare
Constantin Mardare (n. 9 noiembrie 1944) este un deputat român în legislatura 1992-1996, ales în județul Neamț pe listele partidului PDSR.